# دولنا گرادشنیتسا
دولنا گرادشنیتسا (به بلغاری: Dolna Gradeshnitsa) یک منطقهٔ مسکونی در بلغارستان است که در شهرستان کرسنا واقع شده است.